# 루카스 토레이라
루카스 세바스티안 토레이라 디 파스쿠아(스페인어: Lucas Sebastián Torreira Di Pascua, 1996년 2월 11일, 프라이벤토스 ~ )는 우루과이의 축구 선수이다. 현재 쉬페르리그의 갈라타사라이와 우루과이 축구 국가대표팀에서 수비형 미드필더로 뛰고 있다.